# کیتا اروماگاوا
کیتا اروماگاوا (ژاپنی: 入間川 景太؛ زادهٔ ۲۰ مهٔ ۱۹۹۹) یک بازیکن فوتبال اهل ژاپن است.
از باشگاه‌هایی که در آن بازی کرده‌است می‌توان به باشگاه فوتبال ونتفورت کوفو و باشگاه فوتبال ناگانو پارسیرو اشاره کرد.